# Гюнтер Тонне
Гюнтер Тонне (нім. Günther Tonne; 21 травня 1916, Франкфурт-на-Майні, Німецька імперія — 15 липня 1943, Реджо-Калабрія, Королівство Італія) — німецький льотчик-ас штурмової авіації, майор люфтваффе. Кавалер Лицарського хреста Залізного хреста з дубовим листям.

## Біографія
Після закінчення авіаційного училища зарахований в 2-у групу 1-ї важкої винищувальної ескадри (з червня 1940 року — 3-я група 76-ї важкої винищувальної ескадри). Учасник Французької кампанії. Першу перемогу здобув над Ла-Маншем під час битви за Британію. З 24 квітня 1941 року — командир ескадрильї 210-ї ескадри швидкісних бомбардувальників. Учасник Німецько-радянської війни, відзначився у боях під Москвою. 4 січня 1942 року група Тонне була перейменована на 2-у групу 1-ї важкої винищувальної ескадри, і 3 лютого Тонне очолив її. Брав участь у боях в Україні і на Кавказі, а наприкінці 1942 року — під Сталінградом. З 1 грудня 1942 року — командир 10-ї ескадри швидкісних бомбардувальників, призначеної для дій в Італії. 15 липня 1943 його FW.190F зазнав аварії при зльоті з аеродрому і Тонне загинув.
Всього за час бойових дій здійснив 300 бойових вильотів і збив 20 літаків, в тому числі 8 радянських.

## Нагороди
- Нагрудний знак пілота
- Медаль «За вислугу років у Вермахті» 4-го класу (4 роки)
- Залізний хрест
  - 2-го класу (6 березня 1940)
  - 1-го класу (9 червня 1940)
- Лицарський хрест Залізного хреста з дубовим листям
  - лицарський хрест (5 жовтня 1941) — за 13 перемог.
  - дубове листя (№632; 24 жовтня 1944) — за досягнення в якості пілота і командира ескадри.
- Нагрудний знак «За поранення» в чорному
- Авіаційна планка бомбардувальника в золоті